# Ікмор
Ікмор (нар. до 950–971, Доростол) — один з найближчих сподвижників великого руського князя Святослава, так само як і Сфенкел (Сфангел) відомий тільки за візантійськими джерелами. Користувався пошаною не завдяки походженню чи князю, а за одну свою доблесть і видатні антропометричні дані. Лев Діакон писав про нього: «Був між скіфами Ікмор, хоробрий чоловік гігантського зросту, [перший] після Сфендослава ватажок війська, якого [скіфи] шанували другою серед них. Оточений загоном наближених до нього воїнів, він люто кинувся проти ромеїв і вразив багатьох із них».
Під час однієї з вилазок при облогі Доростола Ікмор був обезголовлений Анемасом, охоронцем імператора Іоанна Цимисхія (971), що викликало (за словами Лева Діакона) сум'яття в руському війську та відступ із втратами до стін Доростола.
У руських літописах не згадується і на відміну від Сфенкела (Сфангела), що ототожнюється часто зі Свенельдом, не має в них аналогій. Деякі історики схильні ототожнювати його із двоюрідним братом князя Святослава — Ігорем, який відомий за одним із русько-візантійських договорів, і про якого відомо лише його ім'я.